# Lüftelberg

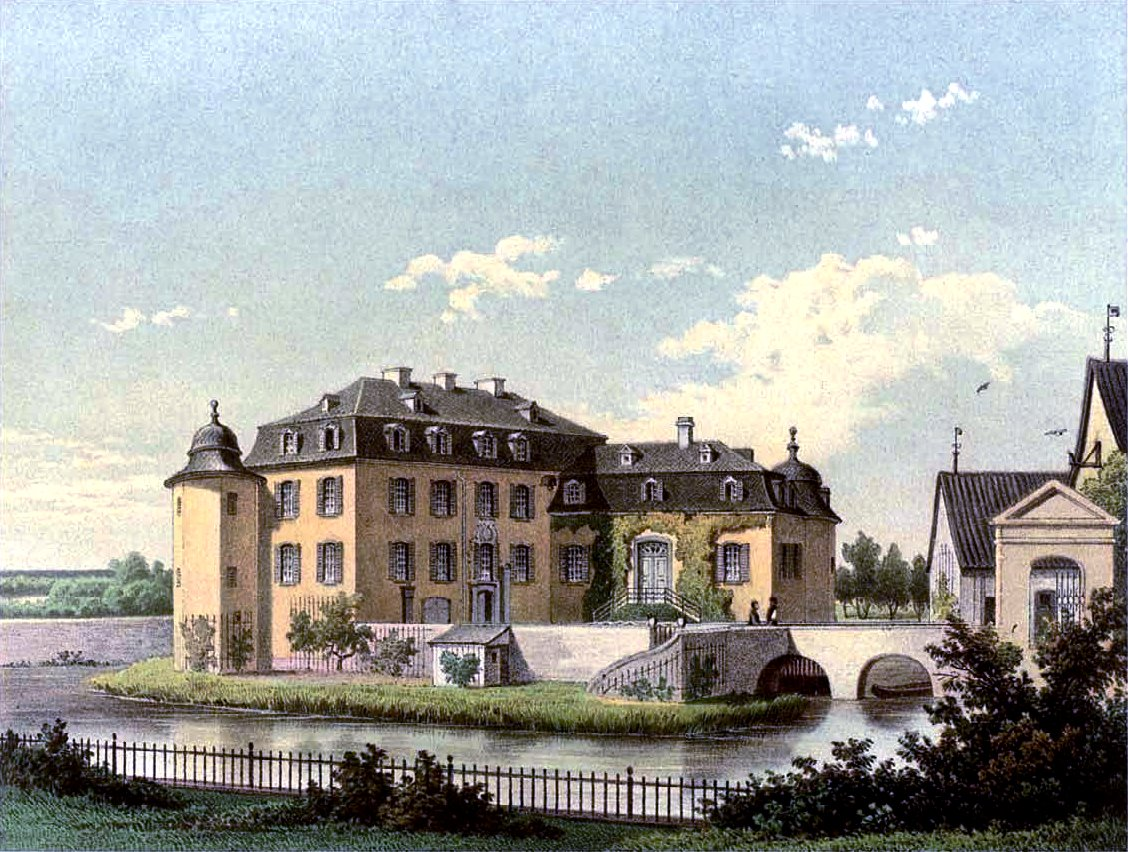
Schloss Lüftelberg um 1860, Sammlung Alexander Duncker

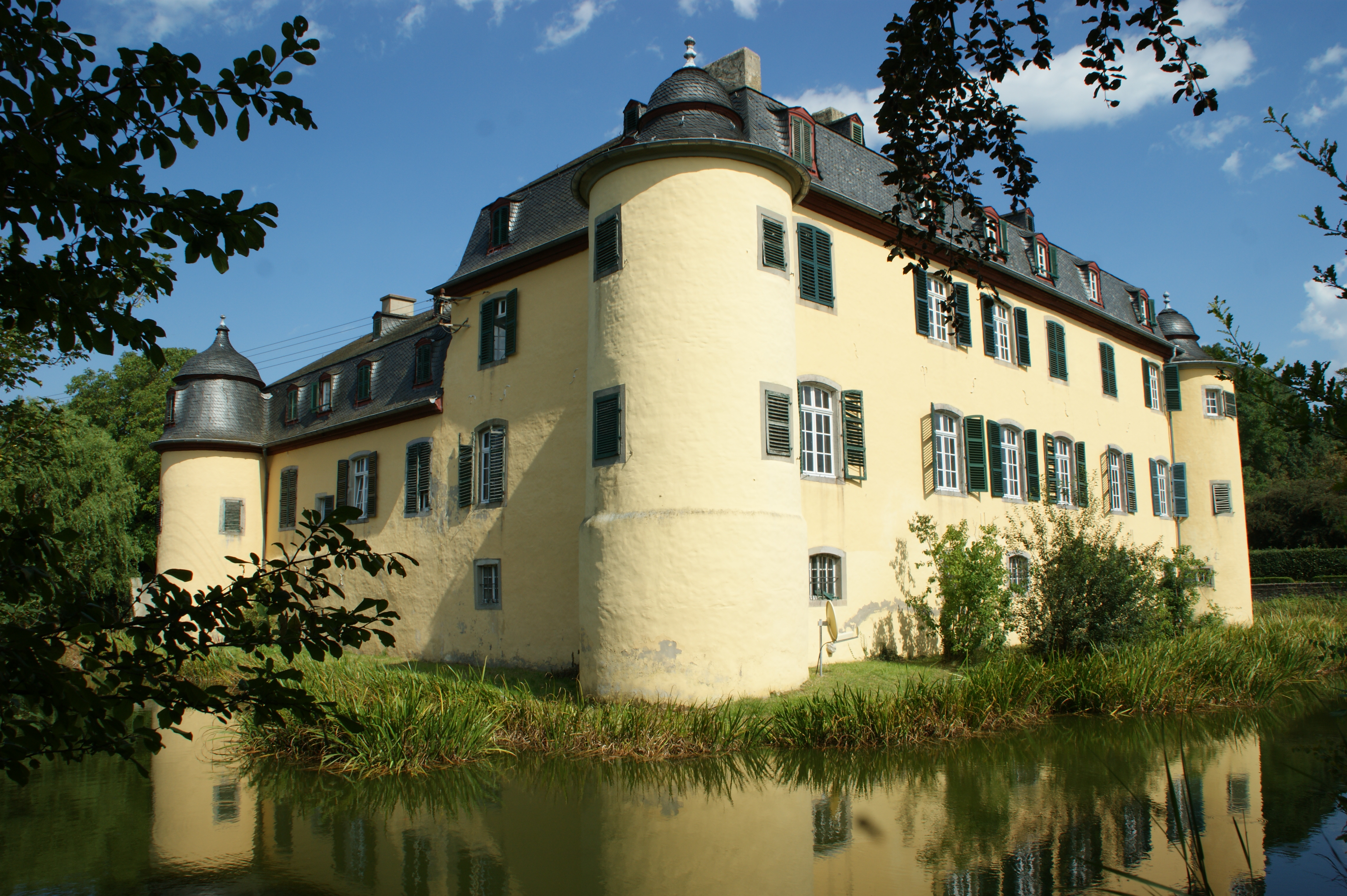
Schloss Lüftelberg

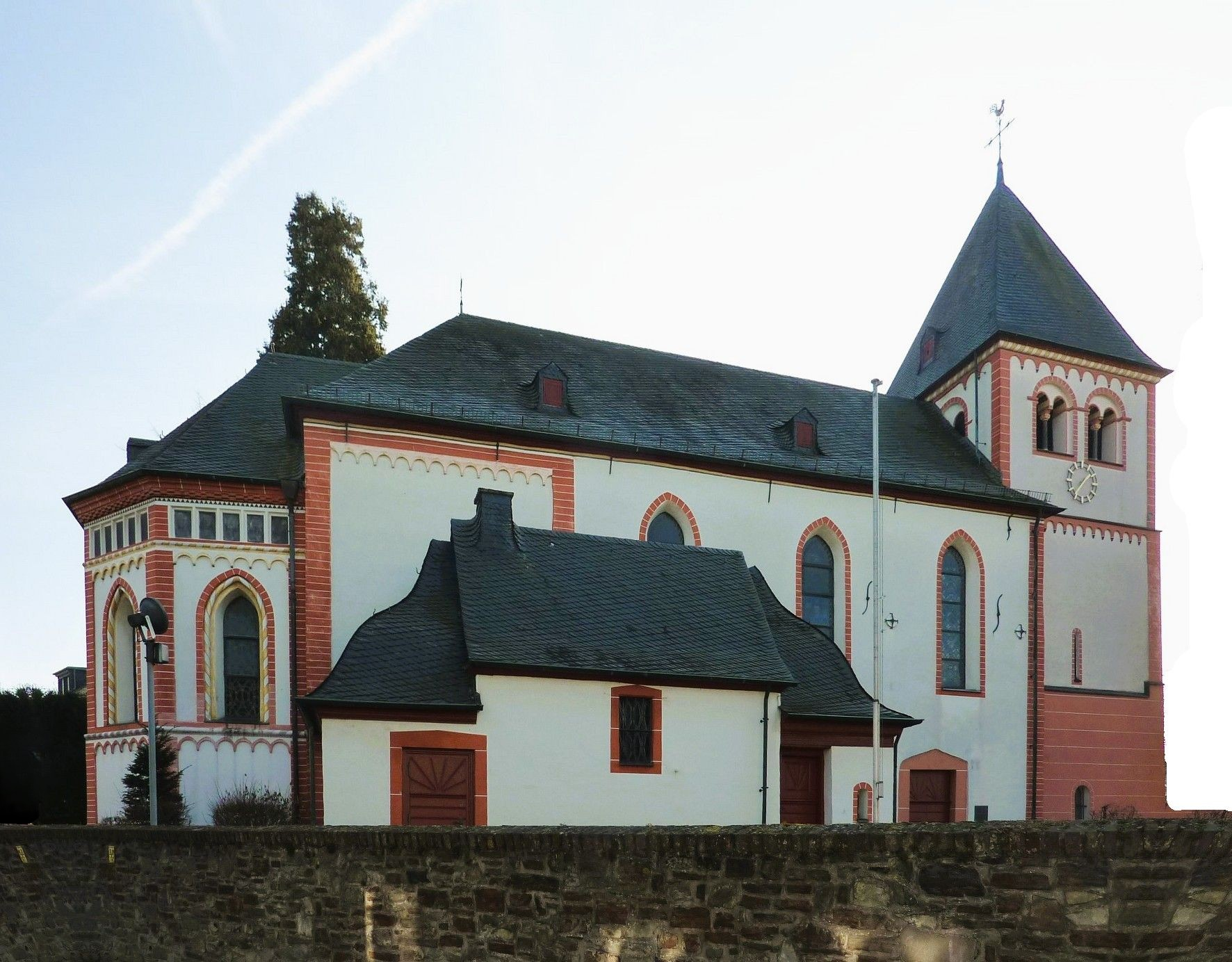
Die römisch-katholische Kirche St. Petrus

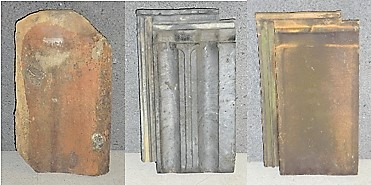
In Lüftelberg im 19. und 20. Jahrhundert aus Ton gebrannte Dachziegelmodelle

Lüftelberg ist eine Ortschaft in der Stadt Meckenheim im nordrhein-westfälischen Rhein-Sieg-Kreis. Ursprünglich stand dort nur die Wasserburg Lüftelberg, die heute immer noch existiert und bewohnt ist. Sie wird nun von mehreren Wohnhäusern umringt.
Der Ort ist bekannt für seine jahrhundertelang aus Ton gebrannten Dachziegel („Berjer Panne“). Als größtes Lüftelberger Unternehmen hatte die Dachziegelfabrik Bernhard Bertram, gegründet durch Adam Bertram (1798–1867), im Jahr 1830 die Herstellung von Dachziegeln aufgenommen und in den späten 1860er Jahren ihre Produktion auf Kunsttöpferei (Terrakotta, Majolika und Fayencen) umgestellt. Auf zahlreichen nationalen wie internationalen Ausstellungen wurde Bertram hierfür ausgezeichnet.

## Geschichte
Bei archäologischen Grabungen gefundene keramische Erzeugnisse und Scherben lassen darauf schließen, dass der Großraum um den späteren Ort Lüftelberg, also der südlichste Teil der Kölner Bucht, das Gebiet zwischen dem Villerücken und der Voreifel, bereits zur Zeit der Bandkeramik in der Jungsteinzeit besiedelt war. Die von Südosten her nach Mitteleuropa wandernden Bandkeramiker nutzten vor rd. 6.000 Jahren den hier natürlich vorhandenen und oberflächennah zu gewinnenden Ton zur Herstellung von Gebrauchsgegenständen. Die auf diesen Ton-Gefäßen angebrachten meist bandähnlichen Muster waren für dieses Volk namensgebend. In späteren Jahrhunderten folgten ihnen Kelten, Römer und Franken. Alle hier sesshaft gewordenen Völker und Stämme betrieben zwar Land- und Viehwirtschaft und nutzten den Wald zur Holzgewinnung und für die Jagd. Sie nutzen aber auch, wie die zeitlich breit gestreuten Scherbenfunde belegen, unter Anwendung der von den Bandkeramikern eingeführten Techniken zur Gewinnung und Verarbeitung, die Tonvorkommen zur Herstellung von Gefäßen wie Krügen, Schalen, Schüsseln und Kannen, die der Erzeugung, Verarbeitung und Lagerung von landwirtschaftlichen Produkten und Nahrungsmitteln dienten.
In römischer Zeit verlief durch den Ort Lüftelberg, von einer nahen 1400 m langen Aquäduktbrücke über den Swistbach kommend, die Eifelwasserleitung. Auch die ehemalige Grabplatte des in der Kirche St. Petrus befindlichen Grabes der heiligen Lüfthildis besteht aus Kalksinter der Eifelwasserleitung, der immer als Aquäduktenmarmor geschätzt war.
Archäologen und Historiker datieren die Gründung einer ersten Siedlung, die aufgrund ihrer geografischen Lage „Berg“ (bzw. „Berge“, „Bergo“) genannt wurde, in die fränkische Zeit, etwa zwischen dem 6. und 8. Jahrhundert. Eine erste schriftliche Erwähnung findet „Bergo“ in einer Urkunde des fränkischen Königs Lothar II., einem Urenkel Karls d. Gr., vom 28. Juni 856. Die als Abschrift aus dem 12. Jahrhundert stammende Urkunde befindet sich im „Goldenen Buch von Prüm“ (Liber aureus Prumiensis), einer Sammlung von Abschriften mittelalterlicher Urkunden. Der erste Teil des Ortsnamens wurde erst um 1200 ergänzt – unter Bezugnahme auf die Legende von der Hl. Lüfthildis, der mildtätigen Tochter des Burgherrn, die zur Zeit Karls d. Gr. gelebt haben soll und das sich daraufhin entwickelnde Pilgerwesen.
In der Mitte des 16. Jahrhunderts begann in Lüftelberg die wirtschaftlich und sozial den Ort über Jahrhunderte prägende Ära der gewerblichen Tonverarbeitung. Die Errichtung eines Ziegelbrennofens in der Nähe der Burg im Jahr 1552 und eine vertragliche Vereinbarung zwischen dem Lüftelberger Burgherrn sowie den Töpfern und Zieglern des Ortes aus dem Jahr 1558, bildeten – neben den vorhandenen Ton- und Wasservorkommen sowie den handwerklichen Fertigkeiten der Bevölkerung – die Grundlagen der gewerblichen Tonverarbeitung, die schnell die Bedeutung von Landwirtschaft und Viehzucht übertroffen hatte. Hergestellt wurden zunächst sowohl einfaches Haushaltsgeschirr (Koch- und Essgeschirr sowie Vorratsbehälter) als auch Dachziegel. Irdenes Geschirr ermöglichte neben der Verarbeitung und dem Verzehr von Lebensmitteln auch deren Transport und die Lagerung. Dachziegel aus Ton verringerten die Gefahr von Feuersbrünsten, von denen die bis dahin mit Stroh eingedeckten Häuser aufgrund zahlreicher kriegerischer Auseinandersetzungen häufig betroffen waren.

Bereits zu Beginn des 18. Jahrhunderts gewannen die Lüftelberger Dachziegel auch überregional an Bedeutung. So ist für das Jahr 1730 eine Lieferung von 3000 Dachziegeln in die Grafschaft Neuenahr dokumentiert. In den 1760er Jahren war ein Lüftelberger Dachziegler beratend beim Aufbau des Dachziegelgewerbes im Herzogtum Arenberg (oberes Ahrtal) tätig.

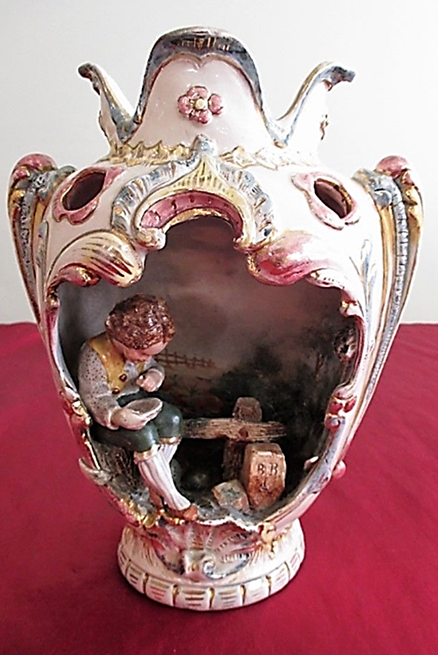
In Lüftelberg bei Bernhard Bertram hergestellte Majolika-Vase mit Diorama, prämiert auf der Weltausstellung 1893 in Chicago, USA

Vor allem ab dem 19. Jahrhundert wurde die Produktpalette erweitert. Die nun produzierten Drainagerohre ermöglichten die Trockenlegung der vielfach nassen Ackerflächen und Weiden und führten so zu Ertragssteigerungen in der Landwirtschaft. Die Bedeutung der ab ca. 1860 weltweit vertriebenen kunstkeramischen Erzeugnisse aus Terrakotta sowie Majolika- und Fayencen-Erzeugnissen ging über den reinen Nutzwert der bis dahin hergestellten einfachen Haushaltswaren hinaus. Ihre dekorative Wirkung stand bei diesen Erzeugnissen im Vordergrund. Führender Hersteller war das Unternehmen von Bernhard Bertram, der seine Produkte bis ca. 1930 u. a. auf nationalen und internationalen Messen und Ausstellungen präsentierte und hier auch zahlreiche Auszeichnungen erhielt.
Die bis zu 30 tonverarbeitenden Betriebe (1870) beschäftigten im 19. und 20. Jahrhundert durchschnittlich jeweils 6 bis 10 Mitarbeiter. Der zunehmende Wettbewerbsdruck, das Aufkommen neuer Materialien sowie die den Mitarbeitern ab den 1950er Jahren angebotenen sauberen und körperlich weniger anstrengenden Arbeitsplätze in der Bonner Ministerialbürokratie führten nach mehr als vier Jahrhunderten Anfang der 1970er Jahre aber dann zur Einstellung der gewerblichen Tonverarbeitung.
Das Schloss wurde 1260 zum ersten Mal urkundlich erwähnt. Es ist seit dem 15. Jahrhundert von einem Wassergraben umgeben. Zur gleichen Zeit fand außerdem ein Umbau statt, bei dem das Anwesen zu einer Burg mit vier Rundtürmen ausgebaut wurde. Seit 1730 hat die Burg ihre heutige Gestalt. Gegenüber dem Schloss liegt eine gut erhaltene und restaurierte alte Wassermühle.
In der Kirche St. Petrus wird die heilige Lüfthildis verehrt. In dieser Kirche finden alljährlich die Lüfthildis-Mysterienspiele statt.
Am 1. August 1969 wurde Lüftelberg nach Meckenheim eingemeindet.
Die Ortschaft Lüftelberg wird seit 2005 durch die Umgehungsstraße K 53n (gewidmet als K 53) umgeben. Die alte K 53 ist nun Gemeindestraße und entsprechend ihrer neuen Funktion eine Anliegerstraße. Durch Lüftelberg fuhr lange Zeit auch der Lkw-Verkehr der benachbarten Kiesgrube, der viel Lärm verursachte.
In Lüftelberg lebten am 8. September 2023 1349 Einwohner.
In der konstituierenden Ratssitzung am 4. November 2020 wurde Daniel Südhof (SPD) zum Ortsvorsteher von Lüftelberg gewählt.
Im Jahr 2024 hat Lüftelberg erstmals am Wettbewerb „Unser Dorf hat Zukunft“ teilgenommen. Eine 20-köpfige Projektgruppe, bestehend aus Vertretern der dörflichen Vereine und Gruppen sowie interessierter Privatleute, haben hierfür eine 90-minütige Präsentation in Form einer Begehung mit der Bewertungskommission vorbereitet und im September 2024 präsentiert. Bei der Ergebnisverkündung am 8. November 2024 im Kreishaus in Siegburg konnte eine Abordnung dann den Goldpreis in Empfang nehmen.

## Söhne und Töchter Lüftelbergs
- Adam Schall von Bell (1592–1666), Jesuit, Wissenschaftler und Missionar
- Laurenz Schäfer (1840–1904), Portraitmaler
- Johannes Klais (1852–1925), Gründer der Johannes Klais Orgelbau GmbH & Co. mit Sitz in Bonn
- Anton Becker (1853–1899), Architekt, Baumeister und Bauunternehmer
- Carl von Jordans (1884–1950), Politiker und Privatgelehrter
- Adolf Deuster (1887–1982), katholischer Pfarrer, Gründer des Ferienkinderhilfswerkes und Schriftsteller